# Pisaflores
Esta página se refiere a una localidad. Para el municipio homónimo véase Municipio de Pisaflores
Pisaflores es una localidad mexicana; cabecera del municipio de Pisaflores en el estado de Hidalgo.

## Geografía
Se encuentra entre las regiones geográfica de la Sierra Gorda y la Huasteca hidalguense; a la localidad le corresponden las coordenadas geográficas 21° 11’ 41.215” de latitud norte y 99° 00’ 21.590” de longitud oeste, con una altitud de 260 m s. n. m. Cuenta con un clima cálido subhúmedo con lluvias en verano, de mayor humedad.
En cuanto a fisiografía se encuentra en la provincia de la Sierra Madre Oriental, dentro de la subprovincia del Carso Huasteco; su terreno es de sierra. En lo que respecta a la hidrología se encuentra posicionado en la región del Pánuco, dentro de la cuenca del río Moctezuma.

## Demografía
En 2020 registró una población de 2428 personas, lo que corresponde al 12.97 % de la población municipal. De los cuales 1151 son hombres y 1277 son mujeres.
| Gráfica de evolución demográfica de Pisaflores entre 1900 y 2020 |
|                                                                  |
| Población registrada por los censos y conteos del INEGI.         |